# Национальные эпизоды
«Национальные эпизоды» (исп. Episodios nacionales) — четыре цикла по десять романов и один, состоящий из шести книг, написанных Бенито Перес Гальдосом в период с 1873 по 1913 годы и описывающих историю Испании, начиная с Трафальгарской битвы и заканчивая 1874, годом падения либералов и первой испанской республики.
Лейтмотивом цикла стала любовь к отечеству. Каждая серия романов посвящена определённому историческому периоду и имеет своего собственного героя. Однако подлинным героем, объединяющим все «национальные эпизоды», является испанский народ. «Национальные эпизоды» стали не только художественной летописью политической и общественной жизни Испании XIX столетия, но и выразили авторскую точку зрения на существовавший социальный строй.

## Первая серия: 1873—1875
Главный герой этой серии Габриэль Арасели — участник и ветеран войны с Наполеоном, рассказывающий на старости лет историю своей жизни.
| Оригинальное название         | Название                   |
| ----------------------------- | -------------------------- |
| Trafalgar                     | Трафальгар                 |
| La Corte de Carlos IV         | Двор Карла IV              |
| El 19 de marzo y el 2 de mayo | 19 марта и 2 мая           |
| Bailén                        | Байлен                     |
| Napoleón en Chamartín         | Наполеон в Чамартине       |
| Zaragoza                      | Сарагосa                   |
| Gerona                        | Жирона                     |
| Cádiz                         | Кадис                      |
| Juan Martín el Empecinado     | Хуан Мартин эль Эмпесинадо |
| La batalla de los Arapiles    | Сражение при Арапилях      |

## Вторая серия: 1875—1879
Вторая серия «Национальных эпизодов» изображает борьбу между реставрированной в Испании монархией и её противниками. Начинается она описанием эвакуации французских войск из Испании и повествует о событиях, произошедших до начала карлистской войны.
| Оригинальное название                   | Название                                             |
| --------------------------------------- | ---------------------------------------------------- |
| El equipaje del rey José                | Багаж короля Хосе                                    |
| Memorias de un cortesano de 1815        |                                                      |
| La segunda casaca                       |                                                      |
| El Grande Oriente                       |                                                      |
| 7 de julio                              | 7 июля                                               |
| Los cien mil hijos de san Luis          | Сто тысяч сыновей святого Луиса                      |
| El terror de 1824                       | Террор 1824 года                                     |
| Un voluntario realista                  | Доброволец-роялист                                   |
| Los apostólicos                         |                                                      |
| Un faccioso más y algunos frailes menos | Одним мятежником больше, несколькими монахами меньше |

## Третья серия: 1898-
Третья серия изображает Испанию, терзаемую гражданской войной между карлистами и центральным правительством.
| Оригинальное название     | Название            |
| ------------------------- | ------------------- |
| Zumalacárregui            | Сумалакарреги       |
| Mendizábal                | Мендисабаль         |
| De Oñate a la Granja      |                     |
| Luchana                   |                     |
| La campaña del Maestrazgo |                     |
| La estafeta romántica     |                     |
| Vergara                   | Конвенция Вергара   |
| Montes de Oca             |                     |
| Los Ayacuchos             |                     |
| Bodas reales              | Королевские свадьбы |

## Четвёртая серия
Четвёртая серия посвящена изображению царствования Изабеллы II. В ней писатель отходит от собственно исторических событий и даёт изображение отдельных личностей и их психологии.
| Оригинальное название               | Название           |
| ----------------------------------- | ------------------ |
| Las tormentas del 48                |                    |
| Narváez                             | Нарваэс            |
| Los duendes de la camarilla         |                    |
| La revolución de julio              | Июльская революция |
| O’Donnell                           | О'Доннелл          |
| Aita Tettauen                       |                    |
| Carlos VI en la Rápita              |                    |
| La vuelta al mundo en la «Numancia» |                    |
| Prim                                | Прим               |
| La de los tristes destinos          |                    |

## Пятая серия: ..-1913
Пятая серия посвящена кризису и падению Изабеллы II и последующей реставрации монархии.
Сам Гальдос был уже современником этих событий и поэтому мог опереться на собственные впечатления.
| Оригинальное название | Название           |
| --------------------- | ------------------ |
| España sin rey        | Испания без короля |
| España trágica        |                    |
| Amadeo I              | Амадей I           |
| La Primera República  | Первая республика  |
| De Cartago a Sagunto  |                    |
| Cánovas               |                    |

Последним романом этой серии должен был стать «Sagasta», но книга так и осталась в проекте.